# Ágios Konstantínos, Samos
Ágios Konstantínos (engelska: Agios Konstantinos) är en ort i Grekland.   Den ligger i prefekturen Nomós Sámou och regionen Nordegeiska öarna, i den östra delen av landet, 270 km öster om huvudstaden Aten. Ágios Konstantínos ligger 1 meter över havet och antalet invånare är 368. Den ligger på ön Samos.
Terrängen runt Ágios Konstantínos är huvudsakligen kuperad, men österut är den platt. Havet är nära Ágios Konstantínos åt nordost. Runt Ágios Konstantínos är det ganska tätbefolkat, med 52 invånare per kvadratkilometer. Närmaste större samhälle är Néon Karlovásion, 10,2 km väster om Ágios Konstantínos. I omgivningarna runt Ágios Konstantínos växer i huvudsak blandskog.